# Rüsselschmerle
Die Rüsselschmerle ist eine Art aus der Familie der Steinbeißer (Cobitidae).
Eine der Rüsselschmerle sehr ähnliche Art ist die Pferdekopfschmerle (Acantopsis dialuzona). Sie unterscheidet sich von der Rüsselschmerle durch ihre Kopfform und die Wasserregion, in der sie sich für gewöhnlich aufhält. Sie sind sich jedoch in ihren Verhaltensweisen und Ansprüchen sehr ähnlich.

## Vorkommen
Die Rüsselschmerle bevorzugt klare, zumeist schnellfließende Gewässer in Indonesien. Den sandigen oder leicht kiesigen Boden ihrer Ursprungsgewässer durchwühlt sie nach Nahrung und gräbt sich dort auch nahezu komplett ein. Sie ist in der Lage, sich farblich an den Untergrund dieses Habitates anzupassen. Sie kommt hauptsächlich in der Bodenregionen der schnellfließenden Flüsse und Ströme vor und ist im Süß- und Brackwasser zu finden.

## Aussehen und Verhalten
Die Rüsselschmerle ist lang, schmal und wird bis zu 12 cm lang. Sie hat einen hellen Körper, der von schwarz-grauen Flecken und Streifen verziert wird. Die Weibchen sind für gewöhnlich größer und haben einen größeren und dickeren abdominalen Bereich.
Sie ist für gewöhnlich ein einzelgängerischer und nachtaktiver Fisch der sich tagsüber nur unterwegs ist.

## Haltung
Rüsselschmerlen können in einem Becken ab 100 cm gehalten werden und benötigen Sand oder feinen Kies. Acantopsis octoactinotos ist ein Einzelgänger der aber in einem Becken ab 120 cm auch paarweise gehalten werden kann. Es sollte genügend Schatten vorhanden sein, in dem sich die Rüsselschmerle aufhalten kann. Gut geeignet sind hierfür Höhlen und Schwimmpflanzen. Anstatt Schwimmpflanzen (z. B. Kleine Wasserlinsen) können dafür aber auch andere großblättrige Wasserpflanzen (z. B. Schwertpflanzen) verwendet werden. Anderen Fischen gegenüber verhält sie sich friedlich und kann problemlos vergesellschaftet werden.

## Futter
Rüsselschmerlen fressen Mückenlarven, Nematoden, kleine Insektenlarven, Frostfutter und Tablettenfutter. Sie durchwühlen aber auch den Boden nach fressbaren, wie z. B. Algen.